# Zatoka Tangerska

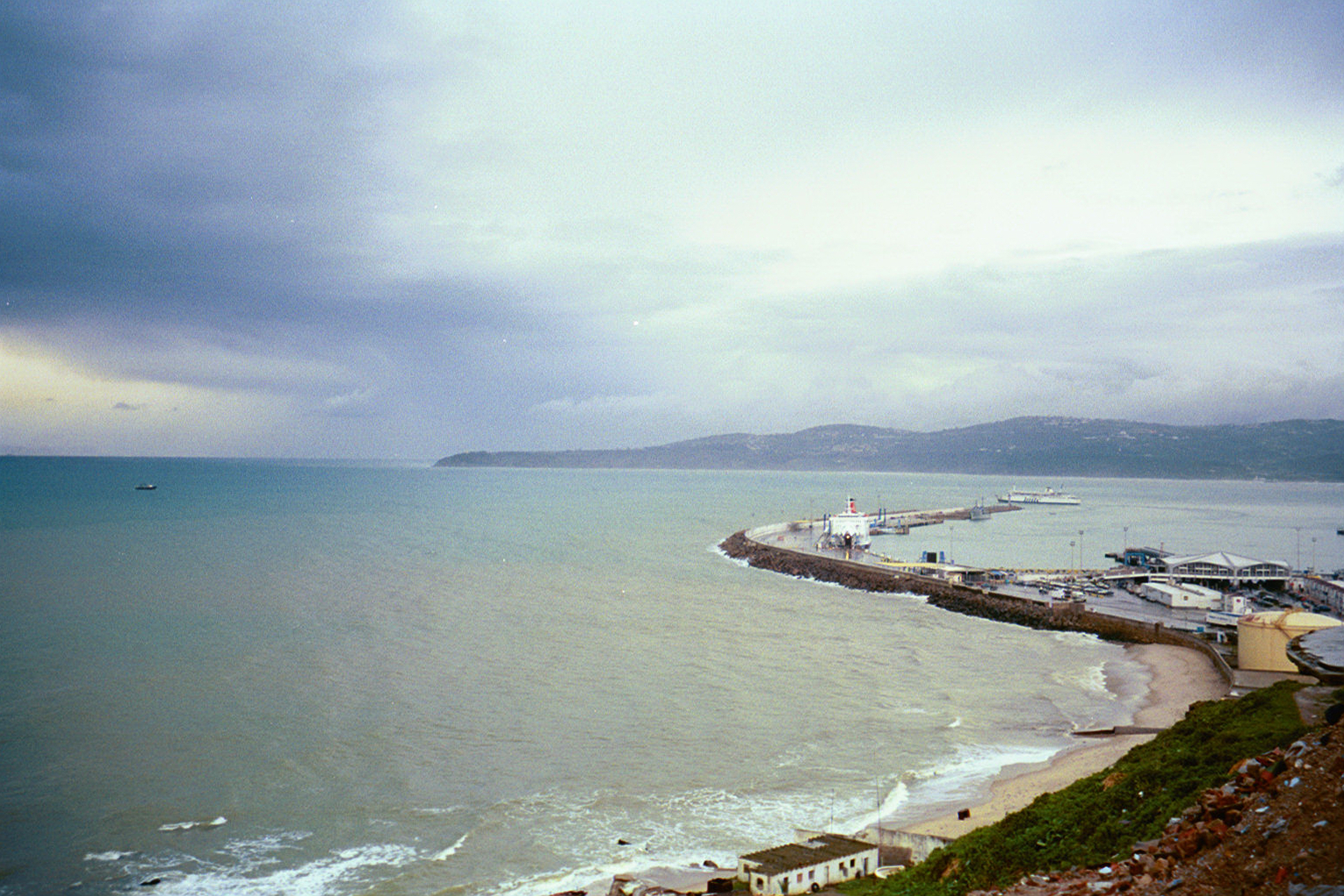
Widok na Zatokę Tangerską od zachodu

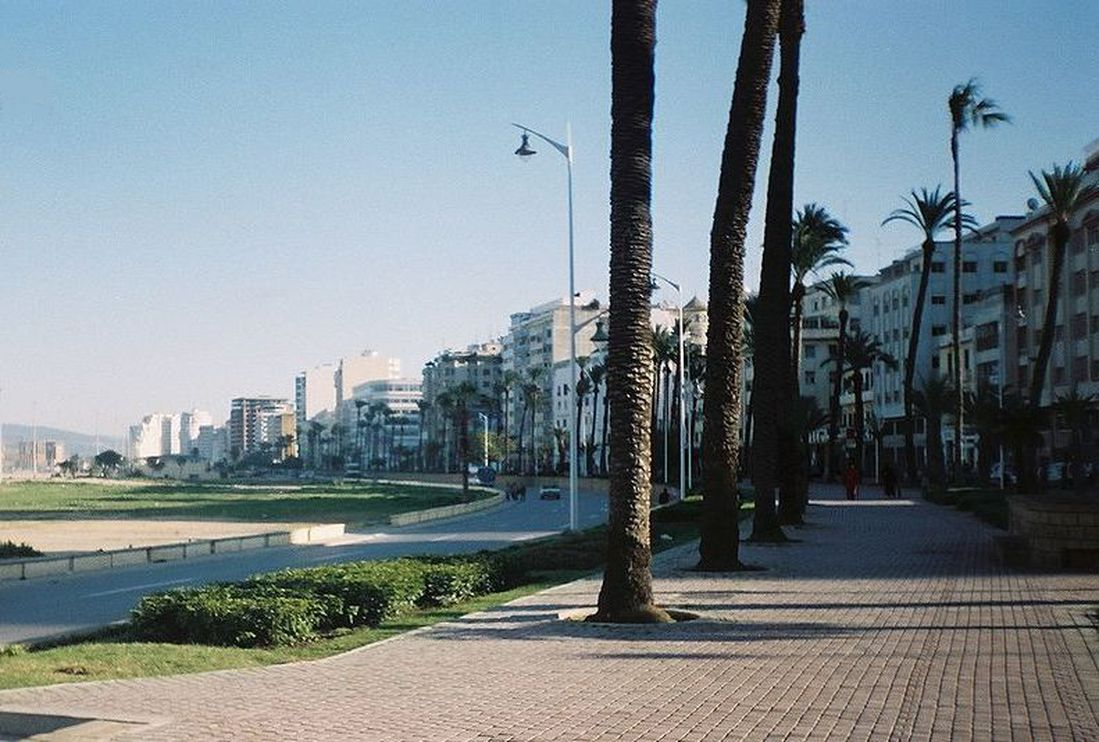
Avenue Mohammed VI w Tangerze

Zatoka Tangerska (ar. خليج طنجة = Chalidż Tandża; fr. Baie de Tanger) - zatoka Morza Śródziemnego, w Cieśninie Gibraltarskiej u północnych wybrzeży Maroka. Nad zatoką położone jest miasto Tanger. 
Wzdłuż wybrzeża zatoki w Tangerze wiedzie promenada Avenue Mohammed VI (dawniej: Avenue d'Espagne), przy której zlokalizowane są liczne hotele.